# Pfarrkirche Klingenbach

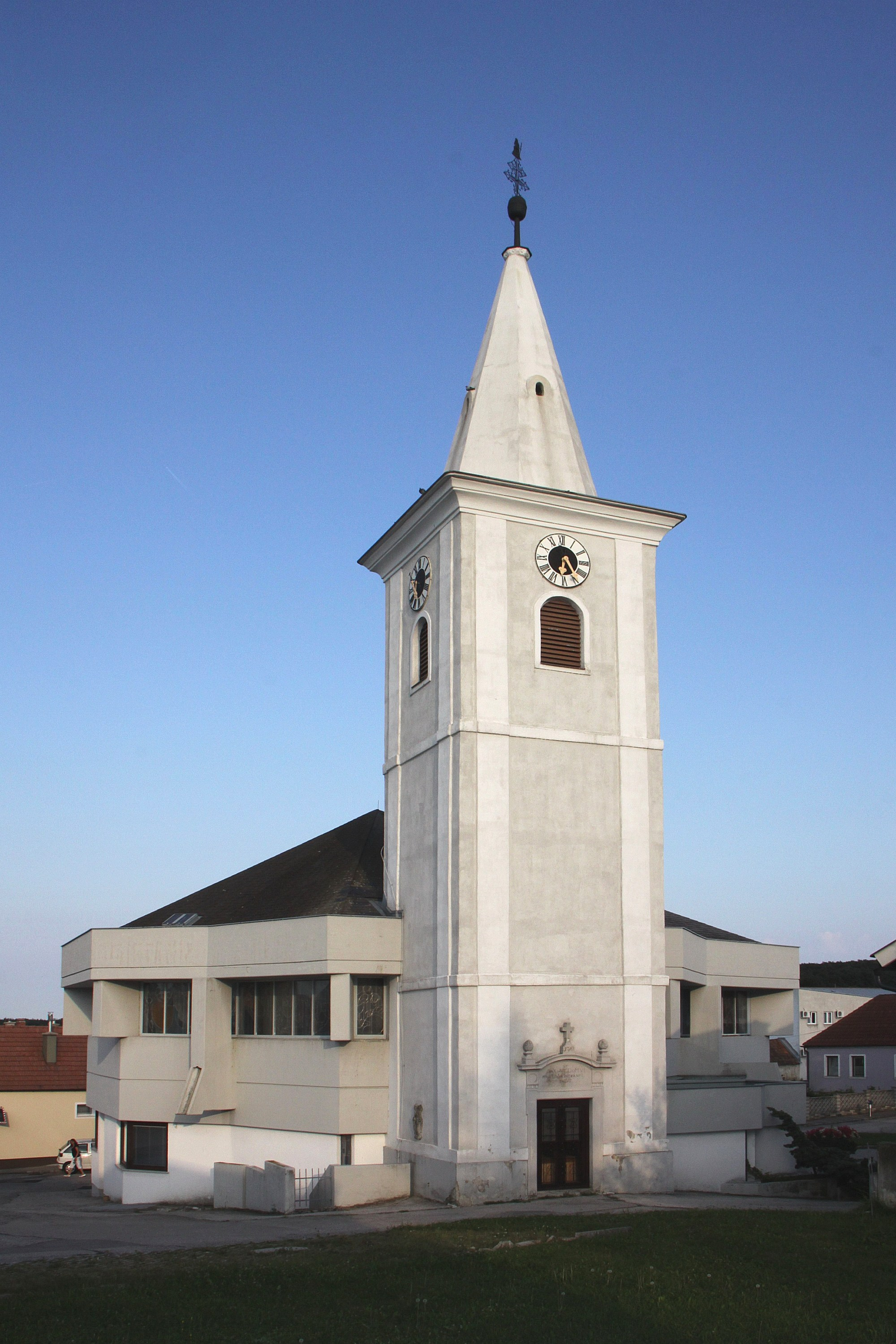

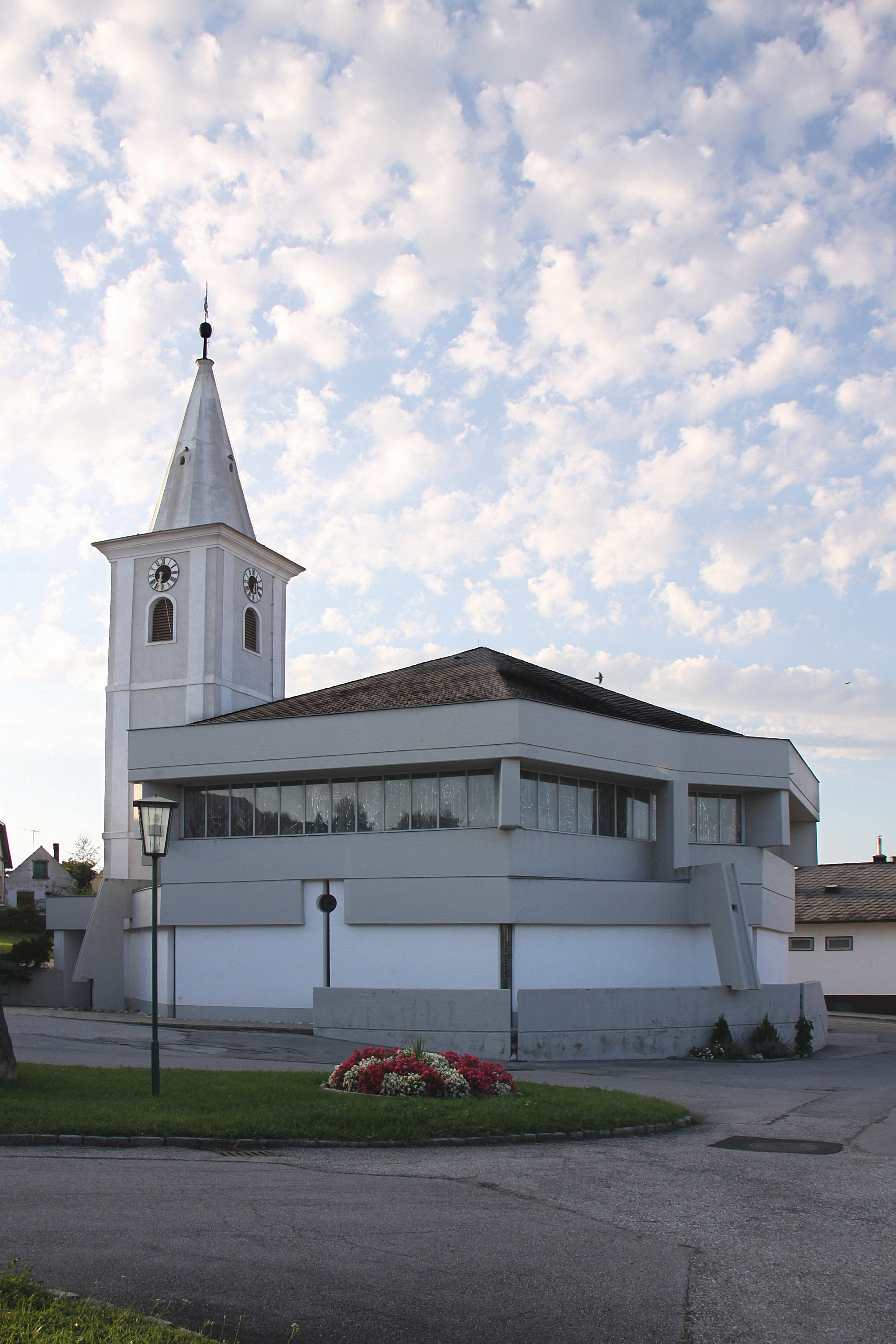

Die römisch-katholische Pfarrkirche Klingenbach steht in der gemischtsprachigen Gemeinde Klingenbach im Bezirk Eisenstadt-Umgebung im Burgenland. Die Pfarrkirche hl. Jakobus der Ältere gehört zum Dekanat Trausdorf in der Diözese Eisenstadt. Die Kirche steht unter Denkmalschutz.

## Geschichte
Die erste urkundliche Nennung war im Jahre 1276, als der ehemalige Stadtrichter von Ödenburg namens Pero die Gemeinde Klingenbach einschließlich der dortigen Jakobskirche den Zisterziensern vom Kloster Marienberg schenkte. Es gibt ein sogenanntes Klingenbacher-Missale, ein Messbuch, das historische Notizen enthält. Nach Türkenkriegen und weitreichenden Zerstörungen besiedelten Kroaten den Ort. Dort entstanden die ältesten Dokumente des kroatischen Schrifttums im Burgenland.
Im Jahre 1804 wurde die kapellenartige Kirche abgebrochen und eine neue, größere Kirche gebaut mit der Weihe am 30. November 1804, obwohl die Fertigstellung erst im Frühjahr 1805 abgeschlossen war. Der Kirchturm der Vorgängerkirche wurde belassen. Papst Pius VII. gewährte der St. Jakobskirch 1805 einen vollkommenen Ablass, der noch heute am Weißen Sonntag und am Patronatsfest gegeben wird. Im Jahre 1880 zählte der Ort 948 Katholiken und 11 Juden. Aus Platznot wurde die Kirche um eine Seitenkapelle erweitert.
Mit der Entstehung des Burgenlandes im Jahre 1921 kam die Pfarre zum damaligen Dekanat Kleinfrauenheid der damaligen Apostolischen Administratur Burgenland, ab 1960 Diözese Eisenstadt. Am 30. Jänner 1927 warf die Politik einen Schatten in die Region: Matthias Csmarits, ein Hilfsarbeiter, wurde bei einer Rauferei zwischen Frontkämpfern und Schutzbündlern in Schattendorf erschossen, worauf 6000 Arbeitslose aus Wien am Begräbnis in Klingenbach teilnahmen. Am 1. April 1945 bei der Befreiung von Klingenbach durch die Sowjetarmee im Zweiten Weltkrieg wurde die Kirche schwer beschädigt. 1948 wurde der Kirchturm wieder instand gesetzt und mit neuen Glocken versehen. 1954 wurden das Dach und die Kirche renoviert. Im Hinblick auf das Jubiläumsjahr 1976 des Ortes gründete Pfarrer Stefan Geosits 1972 einen Kirchenbauverein für einen Neubau. Aufgrund von Widerständen wurde anfänglich die Baubewilligung abgelehnt, jedoch einen Monat später die Zustimmung erteilt. Nach Pfingstmontag 1975 wurde die alte Kirche abgebrochen. Der Kirchturm wurde belassen. Die Kirche wurde nach Plänen des Architekten Josef Patzelt vom örtlichen Baumeister Matthias Wild errichtet und am 22. August 1976 von Bischof Stephan László geweiht.

## Architektur
Neben dem Kirchturm steht jetzt das dritte Kirchengebäude. Der quadratische Turm zeigt durch Gesimse seine drei Geschoße, hat eine Rundgiebelverdachung mit Pinienzapfen im Scheitel und einen achteckigen Steinhelm. Die Glockenstube mit rundbogigen Schallfenstern ist mit toskanischen Pilastern eingefasst. Das Kirchturmkreuz zeigt die Jahreszahl 1740. Über der rechteckige gerahmten Türe ist eine Inschriftstafel mit dem Chronogramm <1740 SIT / PAX HVIC DOMVI / POPVLOQVE INTRANTI / SALVS>. Der Friedhof war bis 1772 rund um die Jakobskirche. Im Zuge des Abbruchs der Kirche im Jahre 1975 wurde ein Grabstein aufgefunden <ALHIER LIGT BEGRAWEN DER SEL MATHIAS WISCHNITZ SEINES ALTERS 94 JAHR IST VERSCHIDEN 24 MEY ANNO 1717>, welcher in den Turm eingemauert wurde.
Die Kirche und die Sitzplatzanordnung hat die Form eines Achteckes und ermöglicht die zwanglose Verteilung der Mitfeiernden analog einer Feldmesse. Der konzentrische Hauptraum bringt die Mahlgemeinschaft zum Ausdruck. Der beengte Bauplatz mit der Erhaltung des Turmes führte zur Unterbringung der Sakristei unter der Sängerempore. Auch ein Gebetsraum für ein Sichsammeln und Meditieren wurde geschaffen. Das Beichtzimmer wurde im Turmerdgeschoß eingerichtet.

## Ausstattung
Es gibt eine Marienstatue mit Jesuskind aus 1713. Ein Farbfenster Hl. Jakobus aus 1954 wurde bewahrt und in die Kirche übertragen. Die Vorgängerorgel wurde um 1901 vom Orgelbau Franz Capek aus Krems gebaut und 1976 vom Orgelbau Herbert Huber in Eisenstadt repariert und wieder aufgebaut.
1995 erfolgte ein Neubau der Orgel im historischen Gehäuse aus 1901 durch Walcker-Mayer in Guntramsdorf.